# Enevold Sövenbröder
Enevold Sövenbröder (Auch: Enwald Sövenbroder, Enwaldus Soevenbroder) (* vor 1450 in Kiel; † 14. August 1504 ebd.) war Hofmeister des Herzogs Friedrich I. von Schleswig und Holstein und 1488 gewählter Bischof von Schleswig.

## Leben
Er war ein Sohn von Benedikt von Ahlefeldt auf Seegaart und Urenkel von Benedictus de Alevelde senior, dem ersten bekannten Vertreter der Familie von Ahlefeld. Seinen Namen verdankt er der Tatsache, dass er einer von sieben Brüdern war.
Enevold Sövenbröder war Sekretär von König Christoph I., dessen Witwe, der Königin Dorothea, und deren Söhnen, dem König Johann I. und dessen Bruder Herzog Friedrich I. Unter Friedrich I. wurde er Hofmeister und nach dem Tod von Helwig von der Wisch 1488 von der Mehrheit des Domkapitels zum Bischof von Schleswig gewählt. Da aber Papst Innozenz VIII. Eggert Dürkop als Bischof favorisierte, sah sich Enevold Sövenbröder genötigt, diesem zu weichen. Er zog sich nach Kiel zurück, wo er als Vikar am 14. August 1504 starb und in einer Kapelle der St. Nicolai-Kirche beigesetzt wurde.